# Hyponeo australis
Hyponeo australis is een eenoogkreeftjessoort uit de familie van de Hyponeoidae. De wetenschappelijke naam van de soort is voor het eerst geldig gepubliceerd in 1962 door Heegaard.